# Разъезд Убыть 1152 км
 Убыть 1152 км  — разъезд в Глазовском районе Удмуртии в составе  сельского поселения Кожильское.

## География
Находится на расстоянии менее 5 км на запад по прямой от центра района города Глазов. 

## История
Известен с 1924 года как разъезд №17 с 5 дворами и 18 жителями (русские). До 1971 года назывался разъезд 17-Убыть.

## Население
Постоянное население  составляло 18 человек (удмурты 42%, русские 53%) в 2002 году, 1 в 2012 .